# 瑪法爾達公主
玛法尔达（義大利語：Mafalda，1902年11月2日—1944年8月27日）是意大利公主和黑森领地伯爵夫人。她的丈夫是黑森領地伯爵菲利普。
玛法尔达是意大利国王維克多·伊曼紐三世和蒙特內哥羅的埃萊娜公主的二女儿。
1925年，她在拉科尼吉城堡和黑森領地伯爵菲利普结婚，丈夫是德意志皇帝腓特烈三世的外孙和納粹黨党员。夫妇二人育有四名子女。
第二次世界大战爆发后，阿道夫·希特勒和約瑟夫·戈培爾却认为她反对战争。她的丈夫被軟禁，自己也在1943年被关禁在德国的布痕瓦尔德集中营。1944年8月24日，盟军轟炸布痕瓦尔德集中营内的火药廠，造成400多名囚犯伤亡。玛法尔达在截肢手术后因氣性壞疽和傷口感染而亡。